# Peter Billingsley
Peter Billingsley (cunoscut și ca Peter Michaelsen sau Peter Billingsley-Michaelsen) (n. 16 aprilie 1971, New York City, New York, SUA) este un actor american, regizor și producător de film. A jucat ca Ralphie Parker în filmul din 1983 Poveste de Crăciun, ca Jack Simmons în The Dirt Bike Kid (1985), Billy in Death Valley (1982) sau ca Messy Marvin în reclame la siropul de ciocolată Hershey's din anii 1980. Și-a început cariera ca actor copil în reclame de televiziune. 

## Filmografie

### Film
| An   | Titlu                                                      | Rol                 | Note                   | Ref.                    |
| ---- | ---------------------------------------------------------- | ------------------- | ---------------------- | ----------------------- |
| 1978 | If Ever I See You Again                                    | Child               |                        | [ 5 ] [ 6 ] [ 7 ] [ 8 ] |
| 1981 | Honky Tonk Freeway                                         | Little Billy        |                        | [ 9 ] [ 10 ] [ 11 ]     |
| 1981 | Paternity                                                  | Tad                 |                        |                         |
| 1982 | Death Valley                                               | Billy               |                        |                         |
| 1983 | A Christmas Story                                          | Ralphie Parker      |                        | [ 12 ] [ 13 ] [ 14 ]    |
| 1985 | The Dirt Bike Kid                                          | Jack Simmons        |                        |                         |
| 1987 | Russkies                                                   | Adam                |                        | [ 15 ]                  |
| 1989 | Beverly Hills Brats                                        | Scooter             |                        | [ 16 ]                  |
| 1993 | Arcade                                                     | Nick                |                        |                         |
| 1994 | The Sacred Fire                                            | Kyle Baker          |                        |                         |
| 2000 | No Deposit, No Return                                      |                     |                        |                         |
| 2003 | Elf                                                        | Ming Ming the elf   | Co-producător          | [ 17 ]                  |
| 2005 | Zathura: A Space Adventure                                 | None                | Co-producător          |                         |
| 2006 | The Break-Up                                               | Andrew              | Și producător executiv |                         |
| 2006 | Wild West Comedy Show                                      | Himself             | Și co-producător       |                         |
| 2008 | Iron Man                                                   | William Ginter Riva | Și producător executiv | [ 18 ]                  |
| 2008 | De Crăciun nu stăm acasă! (Four Christmases)               | Ticket Agent        | Și producător executiv | [ 19 ]                  |
| 2009 | Couples Retreat                                            | None                | Regizor                |                         |
| 2013 | A Case of You                                              | Scott               |                        | [ 20 ]                  |
| 2015 | Prescription Thugs                                         | None                | Producător executiv    |                         |
| 2016 | Term Life                                                  | None                | Regizor                | [ 21 ]                  |
| 2019 | Omul-Păianjen: Departe de casă (Spider-Man: Far From Home) | William Ginter Riva |                        | [ 22 ]                  |

### Televiziune
| An           | Titlu                                | Rol                                                                                    | Note                                                     | Ref    |
| ------------ | ------------------------------------ | -------------------------------------------------------------------------------------- | -------------------------------------------------------- | ------ |
| 1982         | Little House on the Prairie          | Gideon Hale                                                                            | Episodul: "No Beast So Fierce"                           |        |
| 1982         | Massarati and the Brain              | Christopher 'The Brain' Massarati                                                      | film TV                                                  |        |
| 1982         | Memories Never Die                   | Shawn Tilford                                                                          | film TV                                                  |        |
| 1984         | The Hoboken Chicken Emergency        | Arthur Bobowicz                                                                        | film TV                                                  |        |
| 1985         | Who's the Boss?                      | Bobby Michaelsen                                                                       | Episodul: "Double Date"                                  |        |
| 1985         | The O'Briens                         | Son                                                                                    | film TV                                                  |        |
| 1985         | Highway to Heaven                    | Ridley                                                                                 | Episodul: "The Monster, Part 1", "The Monster, Part 2"   |        |
| 1985         | Punky Brewster                       | Richmond Matzie                                                                        | Episodul: "Christmas Shoplifting"                        |        |
| 1986         | Tall Tales & Legends                 | Kevin                                                                                  | Episodul: "Pecos Bill"                                   |        |
| 1986         | Punky Brewster                       | Richmond Matzie                                                                        | Episodul: "Girls Will Be Boys"                           |        |
| 1986         | The Last Frontier                    | Marty Adamson                                                                          | film TV                                                  |        |
| 1987         | Carly's Web                          | Robert Krantz Jr.                                                                      | film TV                                                  |        |
| 1990         | CBS Schoolbreak Special              | Joey Martelli                                                                          | Episodul: "The Fourth Man"                               |        |
| 1993         | The Wonder Years                     | Micky Spiegel                                                                          | Episoadele: "Summer, Part 1", "Independence Day, Part 2" |        |
| 1994         | CBS Schoolbreak Special              | Tony                                                                                   | Episodul: "The Writing on the Wall"                      |        |
| 1995         | Family Reunion: A Relative Nightmare | Mark McKenna Jr.                                                                       | film TV                                                  |        |
| 1995         | Sherman Oaks                         | Billy Baker                                                                            | - 1995–97                                                |        |
| 1999         | L.A. Heat                            | Lance Allan                                                                            | Episodul: "Obsession"                                    |        |
| 1999         | The X Show                           |                                                                                        | Producător principal de teren                            |        |
| 2000         | Who's Watching Who?                  | Starring                                                                               | film TV                                                  |        |
| 2000         | The New Adventures of A.R.K.         | None                                                                                   | - Scenarist - Episodul: "An Elephant Remembers"          |        |
| 2001–2004    | Dinner for Five                      | - Producător executiv - 20 episoade                                                    |                                                          |        |
| 2002–prezent | Made                                 | Co-producător                                                                          |                                                          |        |
| 2003         | Trigger Happy TV                     |                                                                                        | Producător pe teren - ultimul an                         |        |
| 2008         | Dinner for Five                      | Episodic                                                                               | Producător executiv                                      |        |
| 2012         | Art of Conflict                      | None                                                                                   | Producător                                               |        |
| 2012–2014    | Sullivan & Son                       | - Producător executiv: Toate episoadele - Scenarist: 33 episoade - Regizor: 6 episoade |                                                          |        |
| 2013         | Pursuit of the Truth                 | Rolul său ca Judecător, 1 episod                                                       | Producător: 10 episoade                                  |        |
| 2015         | F Is for Family                      | None                                                                                   | Producător executiv                                      | [ 23 ] |
| 2020         | Challenger: The Final Flight         | Rolul său                                                                              | purtător de cuvânt, Programul pentru tineri astronauți   |        |